# 3951 Цікікі
3951 Цікікі (3951 Zichichi) — астероїд головного поясу, відкритий 13 лютого 1986 року.
Тіссеранів параметр щодо Юпітера — 3,539.